# Cristoforo Zavattari
Pour les autres membres de la famille, voir Zavattari.
Cristoforo (di Francesco) Zavattari   est un peintre italien né en Lombardie, qui fut actif au XVe siècle. 

## Biographie
Cristoforo (di Francesco) Zavattari a été actif à Milan de 1404 à 1409 et est mort à Milan avant le 24 janvier 1414. Il est le premier membre d'une famille d'artistes italiens, des peintres lombards du gothique international actifs au XVe  et début du  XVIe siècle. 
De 1404 à 1409, il a été employé pour les travaux du Dôme de Milan à examiner et à évaluer la valeur de vitraux exécutés par Niccolo da Venezia (act. 1391-1415).